# Straban
Straban  è una township degli Stati Uniti d'America, nella Contea di Adams, Pennsylvania. Secondo il censimento del 2010 la popolazione è di 4 928 abitanti.

## Storia
Fondata nel 1746, prende il nome da una città dell'Irlanda, Strabane.

## Società

### Evoluzione demografica
La composizione etnica vede una prevalenza della razza bianca (92,8%).